# Aubusson (Orne)
Aubusson – miejscowość i gmina we Francji, w regionie Normandia, w departamencie Orne.
Według danych na rok 1990 gminę zamieszkiwało 329 osób, a gęstość zaludnienia wynosiła 84 osoby/km² (wśród 1815 gmin Dolnej Normandii Aubusson plasuje się na 569. miejscu pod względem liczby ludności, natomiast pod względem powierzchni na miejscu 973.).